# 何民魂
何 民魂（か みんこん、中国語: 何民魂; 拼音: Hé Mínhún; ウェード式: Ho Min-hun、? - 1953年）は、中華民国の政治家・軍人。字は啼紅。江蘇省松江府上海県の人。新広西派（新桂系）の人士と目される。

## 事績
1927年（民国16年）6月、何民魂は江蘇省政府委員に任命される。同年8月、劉紀文の後任として何は南京市長代理に起用され、翌年7月まで在任した。1928年（民国17年）、国民政府建設委員会委員や私立南京文化大学校長に任命される。1930年代には、反蔣介石運動に従事し、新広西派や馮玉祥、竜雲らへの折衝を行った。日中戦争（抗日戦争）が勃発すると、第5戦区副司令長官を務めた李品仙の下で参謀長を務めた。
しかし1942年（民国31年）、何民魂は蔣介石や重慶国民政府の腐敗ぶりに失望して重慶を離れる。さらに貴州や広西を経て汪兆銘政権支配下の広州まで移った。広州では広東省長の陳耀祖らの庇護を受け、後に汪兆銘（汪精衛）にも対面したが、目立った公職には就任しなかった。日本が降伏する直前には、何は日本や南京（汪兆銘政権）、重慶（蔣介石）、新広西派、李済深などとの連絡役を務めていたとされる。戦後は蘇州や北京、広州などを転々としたが、やはり特に公職には就かなかった。1953年、広州市で病没。

## 注
1. ↑  劉（1995）、988頁による。なお張（2008）によると、この頃に新広西派の軍が長江流域に展開し、その後ろ盾を得て何が市長に就任したものと推測している。
2. 1 2  張（2008）。
3. ↑  徐主編（2007）、665頁。